# University of Maryland, Baltimore County
Die University of Maryland, Baltimore County (UMBC) ist eine staatliche Universität nahe Baltimore im US-Bundesstaat Maryland. Die Hochschule wurde 1966 gegründet und hat heute 11.852 Studenten. Sie ist Teil des University System of Maryland und auf Ingenieur- und Naturwissenschaften spezialisiert.

## Sport
Die Sportteams der UMBC sind die Retrievers. Die Hochschule ist Mitglied in der America East Conference.

## Persönlichkeiten

### Professoren
- Kate Brown (* 1965) – Umwelthistorikerin
- Colin B. Burke (* 1936) – Historiker
- Erle C. Ellis (* 1963) – Geograf und Umweltwissenschaftler
- Willie B. Lamousé-Smith (* 1935) – Soziologe
- Amie Siegel (* 1974) – Lyrikerin, Fotokünstlerin, Filmemacherin, Videofilmerin
- Manil Suri (* 1959) – Schriftsteller und Mathematiker

### Weiteres Personal
- Susan Hannah Hadary – Dokumentarfilmerin und Gründerin der MedSchool Maryland Production

### Absolventen
- Kathleen Turner (* 1954) – Schauspielerin
- Matthew VanDyke (* 1979) – Filmemacher und Aktivist